# دورة ألعاب الكومنولث للشلل النصفي عام 1962
أقيمت أولى ألعاب الشعوب المشتركة للمصابين بالشلل النصفي في بيرث، غرب أستراليا، من 10 إلى 17 تشرين الثاني 1962. سبقت هذه الألعاب دورة ألعاب الإمبراطورية البريطانية وألعاب الشعوب المشتركة لعام 1962 التي أُقيمت في بيرث من 22 تشرين الثاني إلى 1 كانون الأول من نفس السنة. جاءت فكرة ألعاب الشعوب المشتركة للمصابين بالشلل النصفي على يد جورج بيدبروك بعد فوز بيرث بحق استضافة ألعاب الشعوب المشتركة. وحظيت بدعم كبير من مستشفى رويال بيرث، وهو مركز رائد لإعادة تأهيل العمود الفقري في أستراليا.
رفعت هذه الألعاب من مكانة الرياضيين المصابين بالشلل النصفي (إصابات الحبل الشوكي وشلل الأطفال) في أستراليا، وخاصة في غرب أستراليا. ألقى هيو ليسلي، رئيس لجنة التنظيم، الذي فقد ساقه في الحرب العالمية الثانية، خطابًا هدف إلى تغيير تصورات الجمهور حول الإعاقات من خلال معالجة قوة اللغة. قال للجمهور إن هذه الألعاب "صُممت لإثبات أن الشخص المعاق جسديًا ليس أعرجًا، وكان يأمل أن تُمحى هذه الكلمة البشعة من الاستخدام في النهاية. وكان لديه شعار يأمل أن يتبناه جميع المعاقين: 'أنا أستطيع، سأفعل'".
اندهش المسؤولون البارزون مثل بيدبروك، مؤسس ألعاب ستوك ماندفيل، من حضور الجماهير. على الرغم من أن المستويات كانت أقل من تلك في ألعاب ستوك ماندفيل، إلا أن هناك بعض الأداءات الفردية المميزة وتم كسر عدة أرقام قياسية عالمية.
الخلفية والإدارة

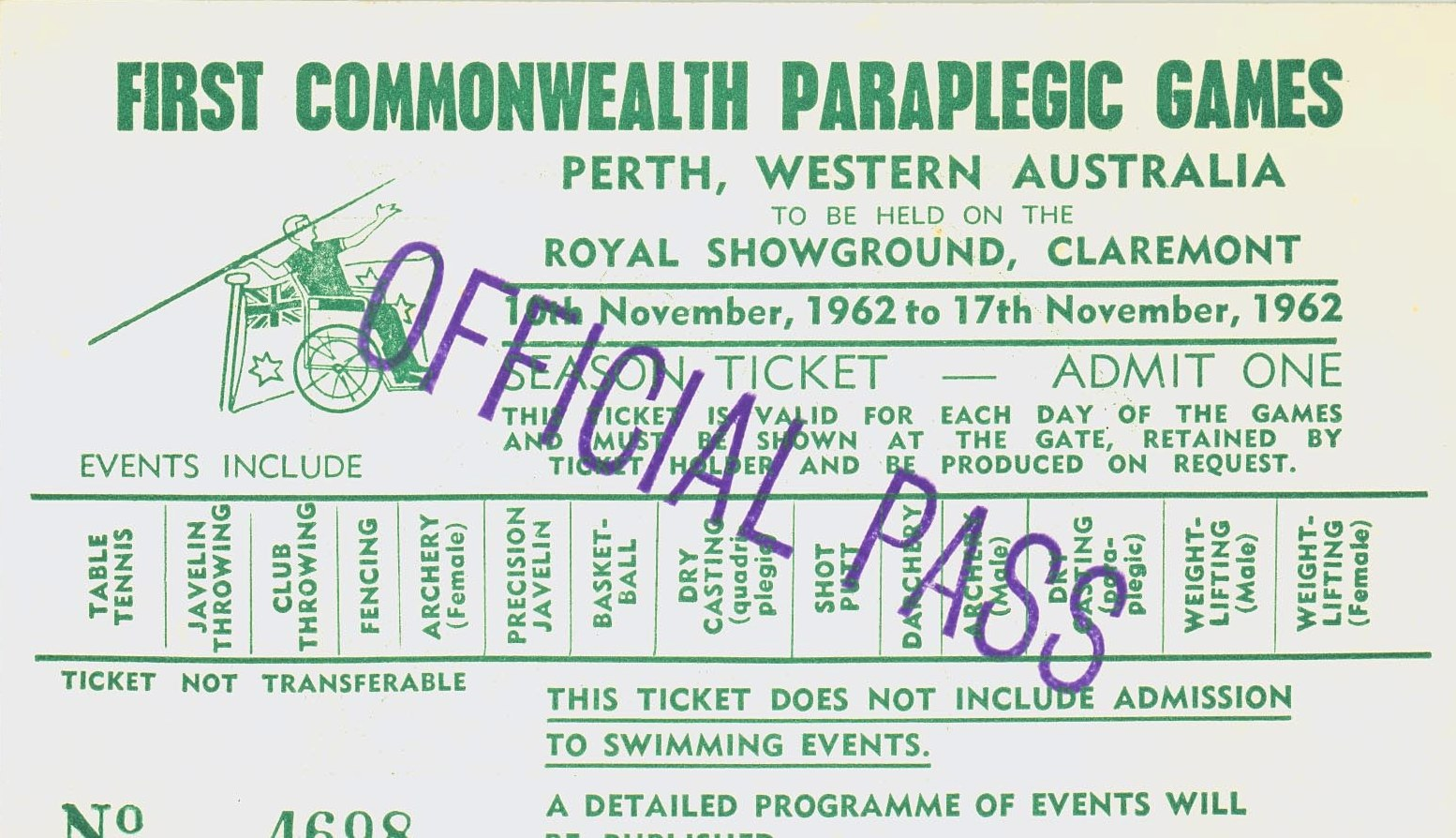
البطاقة الرسمية لدورة ألعاب الكومنولث للمصابين بالشلل النصفي عام 1962

تم اتخاذ قرار إقامة الألعاب في بيرث لأن المدينة كانت ستستضيف دورة ألعاب الإمبراطورية البريطانية وألعاب الشعوب المشتركة لعام 1962، وكان مستشفى رويال بيرث يمتلك وحدة متطورة للعمود الفقري يمكنها دعم الرياضيين المصابين بالشلل النصفي.
أُقيمت ألعاب الشعوب المشتركة للمصابين بالشلل النصفي قبل الألعاب الرئيسية حتى لا تؤثر على هذا الحدث، ولتوفير فرصة للرياضيين للبقاء لحضور الألعاب الرئيسية.
كان مجلس إدارة مستشفى رويال بيرث هو الراعي الرسمي للفعالية، وأنشأ لجنة تنظيم في عام 1959. لم يتم تشكيل مجلس المصابين بالشلل النصفي الأسترالي إلا في شباط 1962. كان الأعضاء الرئيسيون في لجنة التنظيم هم هيو ليسلي (الرئيس التنفيذي)، وجورج بيدبروك (الأمين العام)، و إم. آر. فاذرز (الأمين). كانت تعيين هيو ليسلي، الذي بترت ساقه، رئيسًا للجنة أمرًا مهمًا بسبب تأثيره كعضو في برلمان أستراليا، وخبرته السابقة مع فرق الرياضيين المصابين بالشلل النصفي، ودعمه للأشخاص ذوي الإعاقة.
تكفلت لجنة التنظيم بجميع التكاليف التي تكبدتها الدول المشاركة داخل أستراليا. وكان مطلوبًا من هذه الدول فقط دفع تكاليف النقل والإقامة خلال السفر من وإلى أستراليا. تم التشاور مع الولايات الأسترالية الأخرى وطلب منها تقديم تمويل بقيمة 9,250 جنيهًا أستراليًا. وكانت حصص التمويل الخاصة بكل ولاية هي 2,500 جنيه لفيكتوريا، و2,500 جنيه لنيو ساوث ويلز، و2,600 جنيه لغرب أستراليا، و1,000 جنيه لكوينزلاند، و450 جنيهًا لجنوب أستراليا. كان هناك قلق من عدم التأثير على جهود جمع التبرعات المطلوبة لحملة ألعاب الشعوب المشتركة. وتبرز عدة تقارير عن الألعاب أهمية الحضور الجماهيري الكبير وجمع التبرعات من خلال "تمرير القبعة". بلغ إجمالي تكلفة الألعاب 11,717 جنيهًا مع فائض قدره 2,089 جنيهًا.

## مراسم

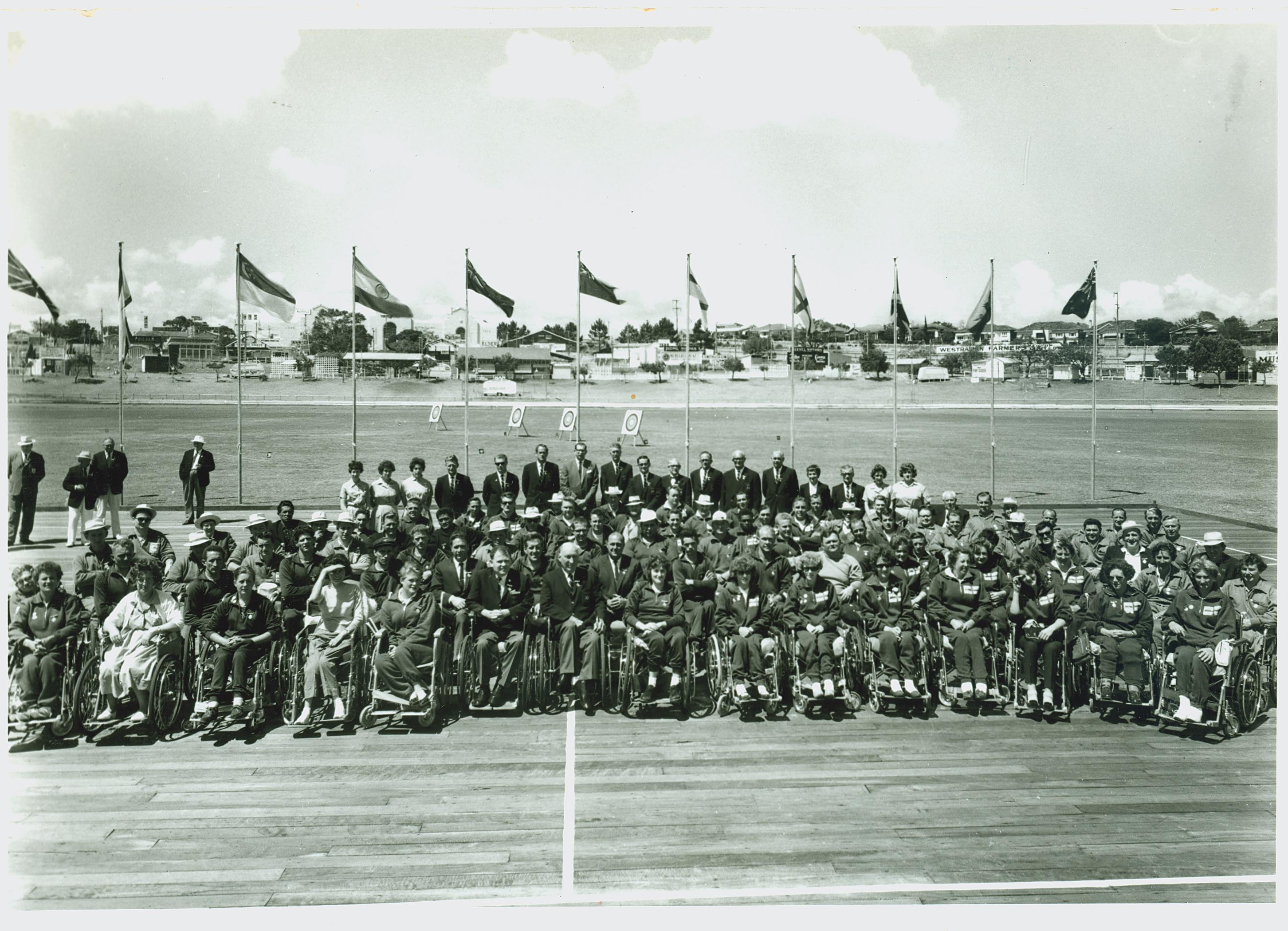
المتنافسون في دورة ألعاب الكومنولث للشلل النصفي عام 1962

### الافتتاح
افتتح الألعاب محافظ غرب أستراليا، السير تشارلز جيردنر، في 10 تشرين الثاني 1962. في خطابه الافتتاحي، صرح جيردنر أن "الجمهور يجب أن يتعلم أن الشخص المعاق ليس مريضًا. أنا معاق، لكن الشيء الوحيد الذي أكرهه هو أن يعاملني الناس كمريض. نحن، الجمهور، يجب أن ندرك ما يمكن عمله لإعادة تأهيل الأشخاص الذين عانوا من إعاقات جسدية شديدة".
وُصفت مراسم الافتتاح بأنها "عرض ملون" بسبب ارتداء فرقة قيادة الجيش الغربية سترات قرمزية وخوذ بيضاء، وحرس الشرف العسكري بزي أخضر غابي، وزي المرافقة المركبة الأزرق. كان ترتيب المواكب العجلاتيّة: سنغافورة، الهند، نيوزيلندا، روديسيا، ويلز، أيرلندا الشمالية، إنجلترا، والدولة المضيفة أستراليا. قال هيو ليسلي، رئيس الألعاب، في كلمته: "هذا الحدث، إلى جانب مساعدة المشاركين، صُمم ليُثبت للجمهور أن الشخص الذي يعاني من إعاقة شديدة ليس أعرجًا. آمل أن تُمحى هذه الكلمة البشعة من الاستخدام في النهاية." قال السيناتور شين بالتريج، ممثل الحكومة الفيدرالية: "هذا مثال رائع على القيادة التي اتخذتها هذه الولاية في العمل لرفع المعاقين بالشلل النصفي من حياة الاستسلام إلى حياة احترام الذات والهدف في المجتمع."
بدأ النصف الثاني من مراسم الافتتاح وبداية البرنامج التنافسي بمباراة كرة سلة بين أستراليا وإنجلترا. أُقيمت المباراة على ملعب خاص، مصنوع من أرضية خشبية موضوعة على قاعدة من الرمل، في أراضي المعرض الزراعي في مرأى كامل من الجمهور في المدرجات. أمام حوالي ألفي مشاهد، ومع تعليق المعلق الرياضي التلفزيوني آلان تيري عبر نظام الصوت، تغلب الأستراليون على الإنجليز بفارق سلة واحدة (20–18). لخصت صحيفة "الأسترالي المعاق بالشلل النصفي" الجو قائلة: "مشهد مراسم الافتتاح والمواكب العجلاتية، تلاه حماس مباراة كرة السلة، أرسل المتفرجين إلى منازلهم وهم راضون تمامًا عن حضورهم اليوم الافتتاحي لأول ألعاب الشعوب المشتركة للمصابين بالشلل النصفي." حصلت المراسم واللعبة على تغطية واسعة في التلفزيون والإذاعة والصحف، مما أبرز أهمية الحدث في مجال التأهيل.

### الختام
شهدت مراسم الختام، بحضور جمهور كاد يملأ المدرجات يقدر بـ 3,500 شخص، ألوانًا مشابهة للافتتاح، مع مشاركة 35 فرقة موسيقية (400 فتاة) وفرقة اسكتلندية. كان الجمهور قد حضر المباراة النهائية لكرة السلة التي أُنجزت مؤخرًا. نفذ طائرة DC-7B، استأجرتها الفرق البريطانية، تحليقًا مرورًا. في خطابه الختامي، شكر سير لودفيغ غوتمان، مؤسس الألعاب البارالمبية، أستراليا وصرح أن "أكثر الإنجازات إرضاءً هو أن أول ألعاب الشعوب المشتركة للمصابين بالشلل النصفي قد حققت أهداف ومثل ألعاب ستوك ماندفيل في تعزيز الصداقة والتفاهم بين دول الكومنولث المختلفة."
قدم غوتمان لجورج بيدبروك علم ستوك ماندفيل اعترافًا بتنظيمه للألعاب. ثم اجتازت كل فرقة الموكب أمام المنصة على أنغام الأغنية الأسترالية الشهيرة "والتز ماتيلدا". أعلن السير آرثر بوريت، رئيس اتحاد ألعاب الإمبراطورية البريطانية وألعاب الشعوب المشتركة، اختتام الألعاب. وفي خطابه، عبر عن أمله في استمرار دعم الجمهور العام للمصابين بالشلل النصفي وحركتهم.

## اللوجستيات والشعارات
كانت الخطة الأصلية إقامة الألعاب في ملحق شنتون بارك لمستشفى رويال بيرث، لكن تم التخلي عن ذلك بسبب الحاجة إلى مبانٍ مؤقتة. استُخدم ميدان العرض الزراعي الملكي في ضاحية كليرمونت لأنه يحتوي على مضمار ومباني للإقامة والفعاليات. كانت ميزة رئيسية للمكان هي أن جميع المرافق على مستوى واحد. لم يكن هناك منشأة مناسبة لكرة السلة، وبعد نقاشات كثيرة وُضِع ملعب خشبي على أساس رملي أمام المدرجات الرئيسية. استُخدم بيتي بارك لفعاليات السباحة.
علقت باميلا مكارثي، إحدى رياضيات الهند، على مرافق ميدان العرض قائلة: "كان العيش الجماعي مثاليًا للتعرف على بعضنا البعض ولتكوين صداقات؛ تم توفير كل المرافق الممكنة في ميدان العرض – مثل صالة تلفزيون، متجر، مكتب بريد، بنك، مغسلة وحتى مصففة شعر للسيدات."
قررت لجنة التنظيم منذ البداية أن النقل سيكون قضية رئيسية وسيؤثر في نجاح الألعاب. قلل القرار بوضع معظم الفعاليات والإقامة في ميدان العرض من العديد من المشاكل. قدمت شركات السيارات في بيرث سيارات، وساعد سائقون متطوعون في نقل الرياضيين والمسؤولين داخل بيرث، وخاصة إلى بيتي بارك. وكانت أكبر مشكلة واجهتها الفرق البريطانية التي كان عليها السفر لمسافة 20,000 ميل (32,000 كيلومتر). سافر 57 رياضيًا و23 مرافقًا من المملكة المتحدة على متن طائرة مستأجرة من كالدونيان إيروايز بتكلفة 18,500 جنيه إسترليني. تطلبت الرحلة الطويلة التزود بالوقود في البحرين وتوقفًا في كولومبو، سيلان. أُجريت فحوصات صحية مثل قياس تورم الساقين والكاحلين خلال الرحلة إلى بيرث والعودة إلى الوطن.
تطلبت عملية لوجستية كبيرة لنقل فريق مكون من 80 عضوًا إلى ميدان العرض عند الوصول إلى مطار بيرث. استُخدم حافلة خاصة لمستشفى رويال بيرث، وحافلة الصليب الأحمر، وسيارات خاصة وشاحنة لنقل الكراسي المتحركة.
كان العلم شعار الألعاب لصاحب الرمح في كرسي متحرك، مع خلفية رسم علم أستراليا على سارية علم في نسيم خفيف. كانت الميداليات تحمل على أحد الجانبين شعار الألعاب وعلى الجانب الآخر اسم الرياضة مع مكان للحفر. وُزعت شارات لكل منافس ومسؤول بهدف التعريف والوصول إلى قاعة الطعام. كما أصبحت الشارة تذكارًا للألعاب.

## الفرق المشاركة
تنافس ما مجموعه 89 رياضيًا من تسع دول. وكانت الدول الممثلة وألوانها المخصصة كما يلي: إنجلترا (الأزرق الداكن)، الهند (الأخضر الفاتح)، نيوزيلندا (الزهري)، أيرلندا الشمالية (الأخضر الداكن)، روديسيا (الأزرق الفاتح)، اسكتلندا (الأسود)، سنغافورة (الأحمر)، ويلز (الأبيض) وأستراليا (الذهبي). وكانت كندا هي الدولة الكبرى الوحيدة في الكومنولث التي لم تمثل، حيث قررت عدم الحضور.
شارك العديد من الرياضيين في عدة رياضات لأن كل دولة اختارت فريقها بناءً على تعدد القدرات الرياضية لتقليل حجم الفريق وبالتالي التكاليف.
الفرق كانت:
- أستراليا (24 رياضيًا)

رجال: م. بازلي، فرانك بونتا، برونو موريتّي، روس ساتون، جون "جيمي" نيوتن، غاري هوبر، بروس ثويت، بيل ماذر-براون، فيك رينالسون، ر. ماكسويل، د. تينسلي، كريس أوبراين، آلان يومانس، دون واتس، ج. جيدني، روجر كوكرل، كيفن كونينغهام، جون توريتش، جون راين، آلان روبرتسون (القائد)، ج. كومبس
نساء: لورين دود، مارغريت روس، دافني سيني
- إنجلترا (31 رياضيًا)

رجال: ريتشارد (ديك) هوليك، أنتوني (توني) بوتر، ستيفان جاوانيك، ر. فوستر، ت. موران، ديك طومسون، ج. ريدجويك، ف. كراودر، م. شيلتون، جون باك، ج. تشيلكوت، ج. طومسون، ت. بالمير، ر. رو، ج. جيبسون، ر. سكوت، ب. ديكنسون، بيتر ماكرانور، د. بيكرينغ
نساء: سالي هاينز، جانيت لوغتون، أ. ماسون، الليدي سوزان ماشام، شيلاه جونز، جوين باك، مارغريت موغان، ف. فوردير، ديزي فلينت، ماريون إدواردز، ب. فولدس
- اسكتلندا (15 رياضيًا)[7]

رجال: ب. هانت، جيمي ليرد، ج. ج. روبرتسون، ألاستير شيلدز، ت. جوثري، ن. ماكدونالد، جون روبرتسون، ج. سلوواي، ب. ستانتون، ج. وايتفيلد، ج. هندري، إ. نيبلو، ج. روبنسون
نساء: م. تايلور، ر. هارفي.
- ويلز (9 رياضيين)

رجال: جورج كوكرام، دادلي فيليبس، د. وينترز، أ. هيوز، إ. ليدستر، ف. بارنز، ل. ووكر، ت. سمارت
نساء: جينور هاري
- روديسيا (4 رياضيين)

رجال: جورج مان، ل. مانسون بيشوب
نساء: لين غيلكريست، مارغريت هاريمان
- الهند (2 رياضيين)

رجال: بلافانت ف. شاه – مذكور في البرنامج لكنه لم يُذكر في العرض العجلاتي
نساء: باميلا مكارثي
- نيوزيلندا (2 رياضيين)

رجال: بومبي هيريميا، ويلف مارتن
- أيرلندا الشمالية (2 رياضيين)

رجال: ريموند دينز
نساء: بات فيزار
- سنغافورة (رياضي واحد)

رجال: عبد الواحد بن بابا
المصدر: البرنامج الرسمي.  وقد ساعد الفرق ما يقرب من 40 شخصًا. 

## الجوائز
كان هناك أربعة عشر حدثًا- الرماية، الرماية بالسهام، رمي الرمح، رمي الرمح الدقيق، رمي النوادي، دفع الجلة، السباحة، رفع الأثقال، الخماسي، المبارزة، السنوكر، كرة السلة وتنس الطاولة.
| الدولة           | ذهب | فضة | برونز | المجموع |
| ---------------- | --- | --- | ----- | ------- |
| أستراليا         | 38  | 29  | 23    | 90      |
| إنجلترا          | 30  | 41  | 19    | 90      |
| روديسيا          | 15  | 3   | 5     | 23      |
| اسكتلندا         | 2   | 10  | 4     | 16      |
| نيوزيلندا        | 2   | 0   | 0     | 2       |
| ويلز             | 1   | 0   | 1     | 2       |
| الهند            | 1   | 0   | 2     | 3       |
| سنغافورة         | 0   | 0   | 0     | 0       |
| أيرلندا الشمالية | 0   | 0   | 0     | 0       |
| الإجمالي         | 89  | 83  | 54    | 226     |

لم يتم منح الميداليات الفضية والبرونزية لجميع الفعاليات بسبب عدم وجود عدد كاف من المنافسين.
تم تقديم سبع جوائز خلال الألعاب تعكس التميز الرياضي والجهد الشخصي.
- قُدمت جائزة بن ريشتر للورين دود من أستراليا "لأفضل شخص معاق جسديًا بذل جهدًا في إعادة تأهيل نفسه أو نفسها".[5]
- فازت أستراليا بكأس وحدة المصابين بالشلل النصفي في مستشفى رويال بيرث كدولة فائزة.[2][1][6]
- حصلت سنغافورة وأيرلندا الشمالية على جائزة الاستحقاق الخاصة؛ حيث لم تفز أي من الدولتين بميدالية.
- فازت روديسيا بجائزة أفضل أداء جماعي، بحصولها على 15 ميدالية ذهبية، 3 فضية و5 برونزية من أربعة أعضاء في الفريق.[1]
- فاز ديك طومسون من إنجلترا وكيفين كونينغهام بكأس مجلس المصابين بالشلل النصفي الأسترالي لفوزهما بفعاليات الخماسي الحديث.[1]
- فاز جورج مان من روديسيا بكأس الأداء حسب درجة الإعاقة الجسدية. وقد تبرع بهذا الكأس صندوق إعادة التأهيل العالمي في نيويورك.[1]
- فاز فريق كرة السلة الأسترالي بكأس جوردون جوتش، الذي كان راعي الألعاب.[6]

## انطباعات المشاركين والإرث
توفر تأملات الرياضيين والمسؤولين نظرة على قيمة هذا الحدث الافتتاحي. قال بيل ماذر-براون، رياضي أسترالي: "كانت ألعاب 1962 هي المرة الأولى التي طلب مني فيها توقيع. اعتبرنا ذلك مجاملة. كنا محاطين بالجماهير، خاصة في المسبح. أحيانًا لم نكن متأكدين مما إذا كان الناس يريدون توقيعنا حقًا أم كانوا فقط يودون أن يظهروا لطفهم ويجعلونا نشعر بالرضا".
قال جون باك، رياضي إنجليزي، عن سبب حضوره الألعاب: "كنت في بيرث خلال سنوات الحرب أعمل كفني غرفة محركات على الغواصة الملكية ثول وكان لي الحظ السيئ بأن أصبت بأحد تلك الأمراض الأسترالية التي تركتني في حالة صحية سيئة (أي مصابًا بالشلل النصفي)". أراد العودة إلى بيرث لرؤية عائلة ستيت التي اعتنت به هناك.
علق بيل إلسون، مسؤول دعم إنجليزي، على الحشود الكبيرة في السباحة: "لكثيرين، كانت هذه أول مرة يرون فيها السباحة من قبل المشلولين، وشعرت أن كثيرين كانوا يتساءلون ما إذا كان المشلولون قادرين على السباحة 50 مترًا - كم منهم سيفشل في المسافة، وهل كل هذا مجرد خدعة لاستدرار التعاطف وجمع الأموال". جعل التصفيق الحاد للجمهور المسؤول يشعر براحة أكبر تجاه الحدث.
كتبت جاينور هاري، رياضية من ويلز: "حينها كان الوقت للتفكير في التنظيم الرائع الذي حدث في الألعاب، من البداية للنهاية لم يحدث أي خطأ. إذا احتجنا لطابع بريدي، كان الأمر سهلًا. إذا لعقنا ظهره وجعلنا نشعر بالعطش للماء المثلج، كان ذلك أيضًا سهلًا. أعلى مدح يمكن تقديمه هو أن كل شيء بدا سهلاً للغاية، كما لو حدث كل شيء بشكل طبيعي".
سلط ريتشارد هوليك، رياضي من إنجلترا، الضوء على أهمية الألعاب في تطوير الذات قائلاً: "لم نستمتع فقط، بل تعلمنا أكثر عن كيفية التكيف مع أنفسنا أكثر مما نتعلم عادة في سنة كاملة". اضطر العديد من الرياضيين للسفر لمسافات طويلة لحضور الألعاب.
كتبت شيلاه جونز، رياضية من إنجلترا، عن طبيعة المنافسة: "مع بدء الرياضات المختلفة في البرنامج، أدركنا أكثر فأكثر أن هناك صراعًا قويًا. وصلت السباحة، والمبارزة، والفعاليات الميدانية إلى ذروة الرياضة في وقت قصير، ووجدنا في هذه الألعاب النجاح والفشل، والفكاهة وخيبة الأمل، والضحك والدموع. ومع ذلك، ضمن هذه الشريحة الصغيرة من الحياة، لن أنسى أبدًا الشرف والامتياز في صعود المنصة لاستلام 'ذهب' لإنجلترا".
رفعت هذه الألعاب من مكانة الرياضيين المصابين بالشلل النصفي (إصابات الحبل الشوكي وشلل الأطفال) في أستراليا، وخاصة في غرب أستراليا. أدهش حضور الجمهور المسؤولين البارزين مثل لودفيغ غوتمان، مؤسس ألعاب ستوك ماندفيل، الذي قال إن الحضور كان الأفضل الذي رآه في أي حدث رياضي للمصابين بالشلل النصفي في العالم. أبرزت الألعاب تعددية مهارات الرياضيين حيث فاز العديد منهم بميداليات في رياضات مختلفة. لوحظ عمومًا أن مستوى الأداء كان أقل من مستوى ألعاب ستوك ماندفيل؛ مع ذلك، كان هناك العديد من الأداءات المتميزة مثل فيك رينالسون، بيل ماذر-براون، لورين دود، م. بازلي، لين غيلكريست و ر. سكوت الذين حطموا أرقامًا قياسية في مسابقاتهم. تم إنتاج فيلم عن الألعاب.

## قراءة إضافية
تتوفر العديد من القصص الشفوية عبر الإنترنت من الرياضيين الأستراليين الذين شاركوا في الألعاب.
- كيفن كانينغهام أجرى معه إيان جوبلينج مقابلة في مشروع التاريخ الشفوي للمركز الأسترالي للدراسات البارالمبية، المكتبة الوطنية الأسترالية، 2011
- دافني هيلتون (ني سيني) أجرت روبن بوك مقابلة معها في مشروع التاريخ الشفوي للمركز الأسترالي للدراسات البارالمبية، المكتبة الوطنية الأسترالية، 2010
- أجرى روب ويليس مقابلة مع غاري هوبر في مشروع التاريخ الشفوي للمركز الأسترالي للدراسات البارالمبية، المكتبة الوطنية الأسترالية، 2010
- فرانك بونتا أجرى روبن بوك مقابلة معه في مشروع التاريخ الشفوي للمركز الأسترالي للدراسات البارالمبية، المكتبة الوطنية الأسترالية، 2010
- بيل ماثر براون أجرى مقابلة مع روبن بوك في مشروع التاريخ الشفوي للمركز الأسترالي للدراسات البارالمبية، المكتبة الوطنية الأسترالية، 2010
- برونو موريتي أجرى مقابلة مع نيكي هيننغهام في مشروع التاريخ الشفوي للمركز الأسترالي للدراسات البارالمبية، المكتبة الوطنية الأسترالية، 2010
- كريس أوبراين أجرى إيان جوبلينج مقابلة معه في مشروع التاريخ الشفوي للمركز الأسترالي للدراسات البارالمبية، المكتبة الوطنية الأسترالية، 2011